# Rhinoptera bonasus
O Rhinoptera bonasus, comummente conhecido como raia-focinho-de-vaca , é uma espécie de peixe seláquio elasmobranquiado, que habita em profundidades bentopelágicas e se distribui pelo Atlântico Ocidental.

## Nomes comuns
Além de «raia-de-focinho-de-vaca» esta espécie dá ainda pelos seguintes nomes comuns: gavião-do-mar  (não confundir com a espécie Rhinoptera marginata, que consigo partilha este nome comum), arraia-boca-de-gaveta, arraia-gaveta, ticonha, raia-sapo e raia-ticonha.

### Etimologia
Do que toca ao nome científico, Rhinoptera bonasus:
- O nome genérico, Rhinoptera,[6] resulta da aglutinação dos étimos gregos ῥινός (rhinos) que significa «nariz»[7] e πτερόν (pteron) que significa asa ou barbatana.[8]
- O epíteto específico, bonasos, que advém do étimo latino bonāsus[9] o qual, por seu turno provém do étimo grego clássico βόνασος (bonasus), que significa «bisonte europeu; touro bravo».[10]

## Descrição
Os gaviões-do-mar pautam-se pelo corpo de formato losangular. Caracterizam-se pela sua coloração matizada entre o acastanhado e o oliváceo no dorso e esbranquiçada ou amarelada no ventre. Têm uma cabeça grande com um focinho bilobado, que lembra o de um bovino, daí o epíteto específico alusivo ao bisonte-europeu e os nomes populares «raia-de-focinho-de-vaca», «raia-sapo» e «arraia-boca-de-gaveta».
O maior espécime alguma vez registado era um macho que media 120 centímetros de comprimento.
Em média, os machos costumam medir cerca de 90 centímetros de largura e pesar à volta de 12kg, ao passo que as fêmeas, por seu turno, atingem os 71 centímetros de largura, pesando à volta de 16kg.

## Distribuição
Marcam presença no Atlântico Ocidental, grassando desde da Nova Inglaterra até ao Norte da Argentina, abarcando ainda o Norte da Flórida, o Golfo do México, a ilha da Trindade, a Venezuela e o Uruguai.

### Ecologia
Trata-se de uma espécie bentopelágica, que privilegia as plataformas continentais e insulares; também marca presença em baias e estuários; formando numerosos cardumes junto à costa.

## Hábitos e alimentação
Alimenta-se mormente de invertebrados bênticos e de moluscos.
Por vezes, para demarcar o território, as raias-de-focinho-de-vaca saltam fora de água, por forma a produzir chapas ruidosas sobre a superfície do mar.
Migram em grandes cardumes que partem do Norte da Flórida, dirigindo-se para o Norte da América do Sul.

## Gestação e Reprodução
Os gaviões-do-mar reproduzem-se de junho a outubro. Nos cardumes de gaviões-do-mar reúnem-se espécimes das mais variegadas idades e sexos. Na época de acasalamento, enquanto as fêmeas nadam com as extremidades das barbatanas peitorais, saindo da água, os machos seguem-nas tentando agarrá-las para acasalar.
Trata-se de uma espécie ovovípara, sem placenta. Pelo que os embriões se nutrem inicialmente das gemas do próprio ovo. Posteriormente, recebem nutrição adicional da mãe, por via de absorção indirecta do fluído uterino, enriquecido com muco, gorduras ou proteínas, o qual lhes lhe chega através de estruturas anatómicas especializadas para o efeito.  A duração da gestação é objecto de controvérsia entre especialistas, mas acredita-se que dure entre 11 e 12 meses, sendo certo que é variável. Quando nascem, as crias saem primeiro com a cauda de fora.

## Tempo de Vida
A maturidade sexual para os machos e  as fêmeas é atingida por volta dos 4 a 5 anos de idade. No Golfo do México , as fêmeas vivem até aos 18 anos e os machos vivem apenas até aos 16 anos.

## Galeria

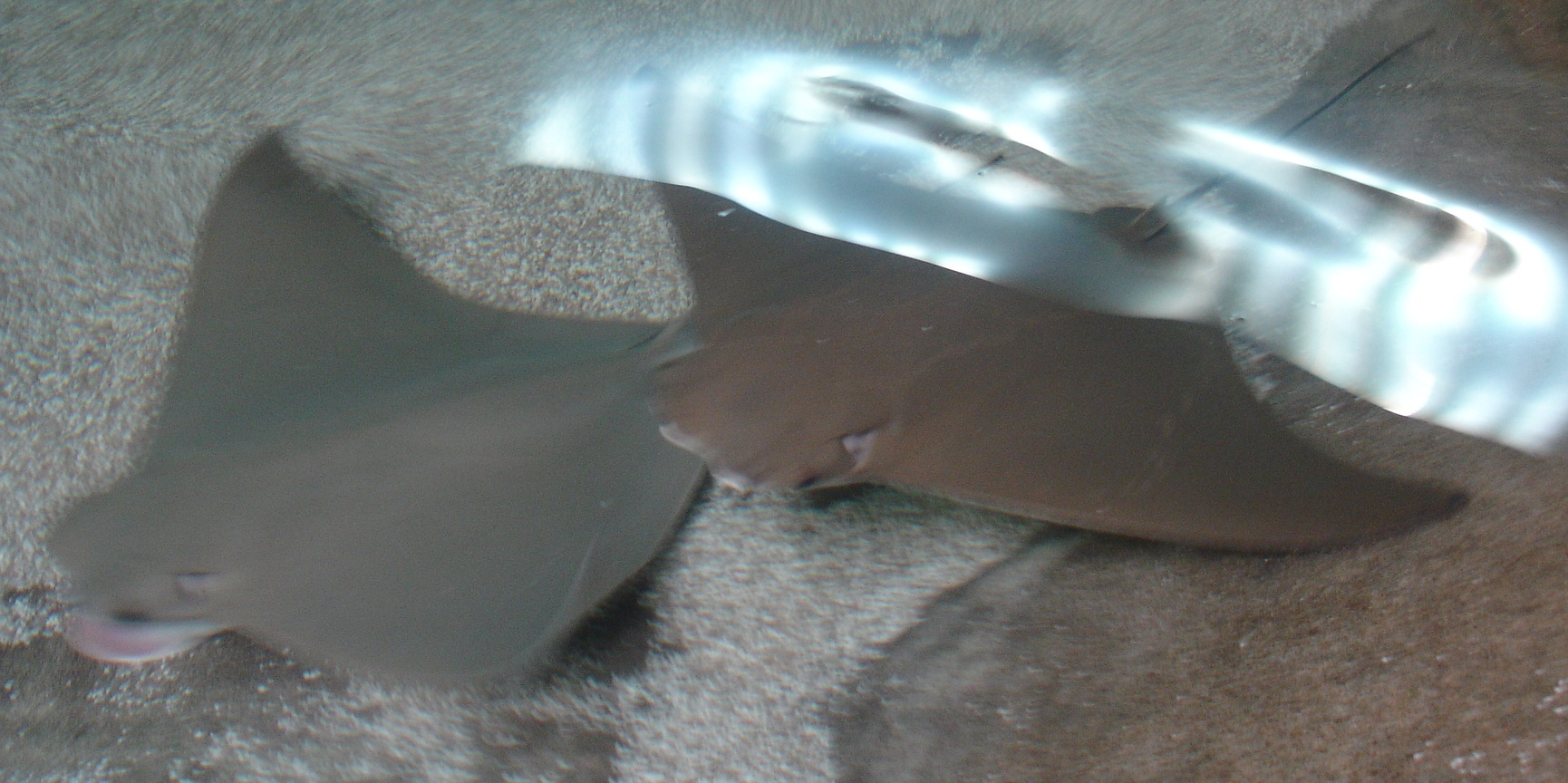
O gavião-do-mar no Albuquerque Aquarium
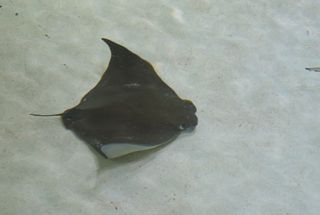
O gavião-do-mar no California Academy of Sciences
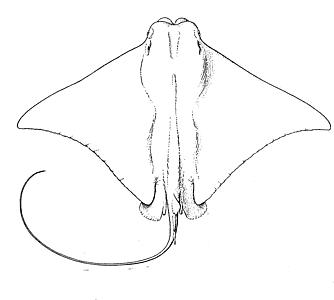